# Centro de Investigación y Desarrollo Agrícola de Ohio
El Centro de Investigación y Desarrollo Agrícola de Ohio en inglés : Ohio Agricultural Research and Development Center (OARDC) es la institución de investigación de la Facultad de Ciencias Alimentarias, Agrícolas y Ambientales de la Universidad Estatal de Ohio. El centro alberga proyectos de investigación que van desde las ciencias vegetales y animales hasta la ecología humana y la medicina, e incluye sucursales en todo el estado que cubren un total de más de 7,000 acres (28 km²).

## Historia
La "Ohio Agricultural Experiment Station" se fundó en 1882 en Columbus y se trasladó a Wooster diez años después. La estación creció en Wooster, enfocándose en los cultivos comúnmente plantados en Ohio, como maíz, trigo, cría de ganado y nutrición, y expandiéndose a otros departamentos como entomología. Fue rebautizado como "Centro de Investigación y Desarrollo Agrícola de Ohio" en 1965 y entró en un período en el que prosperó gracias al aumento de la financiación y a nuevos avances, como el inmensamente importante descubrimiento de Lowell "Skip" Nault de un teosinte en México ("Zea diploperennis") que podía cruzarse con maíz para hacer este más resistente a las enfermedades en 1979.
Sin embargo, esta edad de oro se cortó poco después, ya que la OARDC sufrió la necesidad del estado de recortar gastos y se fusionó con la Universidad Estatal de Ohio en 1982 debido a problemas de financiación. Después de una década de continuos problemas financieros, la OARDC experimentó un resurgimiento en la década de 1990 con la ayuda del nuevo director, Thomas Payne, y nuevos fondos.

## Investigaciones y proyectos
La OARDC ha sido pionera: 
- En la investigación en la aplicación aérea de pesticidas,[8]
- La elaboración de los fardos de heno redondos,[9]
- Investigación y desarrollo de nuevos cultivares de manzana ( es de destacar la variedad Melrose, la que fue nombrada como la manzana oficial representante del Estado de Ohio),[10][11]
- Investigaciones del Phytophthora sojae oomycete en soja,[12]
- Desarrollo de estudios para la eliminación de la contaminación por plomo en el suelo,[13]

y cientos de otros proyectos. 
El centro brinda información para agricultores y educación para estudiantes graduados, y también se ocupa de productos amigables para el consumidor, comunidades rurales y urbanas, administración ambiental y muchos otros temas importantes dentro y fuera de Ohio.

## Localizaciones
- Columbus
- Wooster
- Ashtabula (Kingsville)
- North Central (Fremont)
- Muck Crops (Celeryville)
- Northwest (Hoytville)
- NAEWS & Pomerene Lab (Coshocton)
- Western (Springfield)
- Eastern (Caldwell)
- OSU South Centers (Piketon)
- Southern (Ripley) (ahora cerrada)
- Jackson[7]